# Оливера Гаврић Павић
Оливера Гаврић Павић (Београд, 1964) српска је сликарка.

## Биографија
Рођена је 1964. године у Београду. Дипломирала је новинарство на Факултету политичких наука Универзитета у Београду 1988. и сликарство на Факултету ликовних уметности Универзитета уметности у Београду 1990. Магистарске студије сликарства је завршила на истом факултету 1992. године. Члан је Удружења ликовних уметника Србије од 1991, Удружења ликовних уметника примењених уметности и дизајнера Србије од 1996, Међународног удружења ликовних критичара од 1999. и Међународног удружења савремених мозаичара од 2008. Бави се писањем ликовних критика и других текстова из области ликовне уметности. Објавила је преко двеста наслова у стручним часописима и дневној и периодичној штампи. Мозаиком се у континуитету бави од 1988. године. Након организовања ауторске изложбе „Ктизма Теу” 2001. посветила се мозаику и заједно са Петром Вујошевићем, Снежаном Маринковић и Бориславом Њежићем је основала уметничку групу „Аметист” са којима је остварила преко двадесет изложби мозаика, реализовала три пројекта и више стручних предавања. Излагала је на тринаест самосталних и на преко сто групних изложби у земљи и иностранству. Учествовала је на конгресима Међународног удружења савремених мозаичара 2006. и 2008. године. Урадила је три мозаичке композиције 2000. на Калемегдану у трпезарији конака капеле Свете Петке.